# Swaty
Swaty – wieś w Polsce położona w województwie lubelskim, w powiecie ryckim, w gminie Ryki.
W latach 1975–1998 miejscowość należała administracyjnie do ówczesnego województwa lubelskiego.
Wieś jest sołectwem w gminie Ryki. Według Narodowego Spisu Powszechnego z roku 2011 wieś liczyła 1044 mieszkańców.
Wierni Kościoła rzymskokatolickiego należą do parafii Najświętszego Zbawiciela w Rykach.

## Części miejscowości
Integralną częścią wsi jest miejscowość  Kazimierzyn (Identyfikator SIMC 0390930) stanowiący część wsi.

## Historia
Swaty wieś królewska notowana w XVI wieku.

Według registru poborowego powiatu stężyckiego z roku 1569 wieś królewska Swaty położona w parafii Ryki, należąca do starostwa stężyckiego, miała 24 łany, 20 zagrodników 2 komorników i 2 rzemieślników (Pawiński, Małopolska, 339).
W wieku XIX Swaty to wieś i folwark w powiecie garwolińskim, gminie i parafii Ryki, odległa 35 wiorst od Garwolina. W roku 1890 Swaty miały 89 domów i 594 mieszkańców.
W 1827 roku była to wieś rządowa posiadała wówczas 90 domów i 619 mieszkańców. W drugiej połowie XIX wieku – dobra Swaty składały się w 1882 roku z folwarków Swaty i Wiktoryn, rozległość dominalna dóbr wynosiła 861 mórg [...]. Wieś Swaty posiadała wówczas osad 68 z gruntem 1625 mórg.